# Швыганова, Татьяна Ивановна
Татья́на Ива́новна Швыга́нова (в замужестве — Нази́рова) (9 ноября 1960, Горький, РСФСР, СССР) — советская хоккеистка (хоккей на траве), полевой игрок. Бронзовый призёр летних Олимпийских игр 1980 года.

## Биография
Татьяна Швыганова родилась 9 ноября 1960 года в городе Горький (сейчас Нижний Новгород).
Играла в хоккей на траве за «Спартак» из Горького и «Связист» из Баку.
В 1980 году вошла в состав женской сборной СССР по хоккею на траве на летних Олимпийских играх в Москве и завоевала бронзовую медаль. Играла в поле, провела 4 матчей, мячей не забивала.
В 1981 году стала бронзовым призёром чемпионата мира в Буэнос-Айресе.
Мастер спорта международного класса.